# اشتباه (فیلم ۱۹۱۳)
اشتباه (انگلیسی: The Mistake) فیلمی به کارگردانی دیوید وارک گریفیت است که در سال ۱۹۱۳ منتشر شد. از بازیگران آن می‌توان به بلانش سوئیت و هری کری اشاره کرد.